# Acalolepta inaequalis
Acalolepta inaequalis là một loài bọ cánh cứng trong họ Cerambycidae.